# ا وری گاگا هالیدی
ا وری گاگا هالیدی (به انگلیسی: A Very Gaga Holiday) یک آلبوم چندآهنگه زنده از خواننده و ترانه‌نویس اهل ایالات متحده آمریکا لیدی گاگا است. آلبوم شامل ترانه‌های اجرا شده در مجموعه ویژه تلویزیون روز شکرگزاری ا وری گاگا از کانال ای‌بی‌سی است. آلبوم برای خرید در ایالات متحده آمریکا در ۲۲ نوامبر ۲۰۱۱ به‌طور انحصاری در فروشگاه آی‌تیونز و آمازون و در ۲۶ نوامبر در سایر نقاط جهان در دسترس قرار گرفت.